# Abertamy
Abertamy (niem. Abertham) – miasto w Czechach, w kraju karlowarskim, w powiecie Karlowe Wary, położone na obszarze historycznych Czech, w zachodniej części kraju, 16 km na północ od Karlowych War. Miasto leży na wysokości 840 m n.p.t. w Rudawach i znane jest głównie ze swoich walorów rekreacyjnych (sporty zimowe). 
Według danych z 1 stycznia 2024, liczba mieszkańców miasta wynosi 848 osób (1823. miejsce w kraju wśród miejscowości; 588. miejsce wśród miast).

## Historia
Pierwsze wzmianki o miejscowości pochodzą z roku 1529. W 1579 otrzymały status królewskiego miasta i otrzymały herb (prawa miejskie). W latach 1531–1558 eksploatowano tu złoża srebra, a 15 września 1590 zanotowano silne trzęsienie ziemi. Jednym ze źródeł dochodów mieszkańców, było wytwarzanie cynowych naczyń na bazie surowca z miejscowych złóż. W okresie wojny trzydziestoletniej miasto podupadło do rangi miasteczka.
Bieda panowała aż do początku XIX wieku, kiedy rozpoczęto w Abertamach produkcję rękawiczek z kozich skór, które dzięki dobrej jakości i różnorodności stały się znane szeroko poza regionem. Drobna produkcja została skonsolidowana po II wojnie światowej w zakłady produkujące rękawiczki. Inną miejscową specjalnością były sery na bazie koziego mleka, często przyprawiane miejscowymi ziołami. 
W trakcie eksploatacji złóż srebra miejscowi górnicy zetknęli się z czarnym minerałem, na podstawie którego mogli określić, kiedy kończy się żyła srebra. Gdy w XIX wieku Maria Skłodowska-Curie odkryła uran okazało się, że to właśnie ten minerał występuje w tej postaci w złożach srebra. Złoża uranu pozwoliły po II wojnie światowej na rozwój jego wydobycia w okolicy. W tym celu władze komunistyczne założyły obóz pracy. 
W 1946 w miejscowości założono średnią szkołę leśną. W 1998 zamknięto miejscowe zakłady produkcji rękawiczek.
22 czerwca 2007 roku Abertamy ponownie otrzymały status miasta.

## Galeria

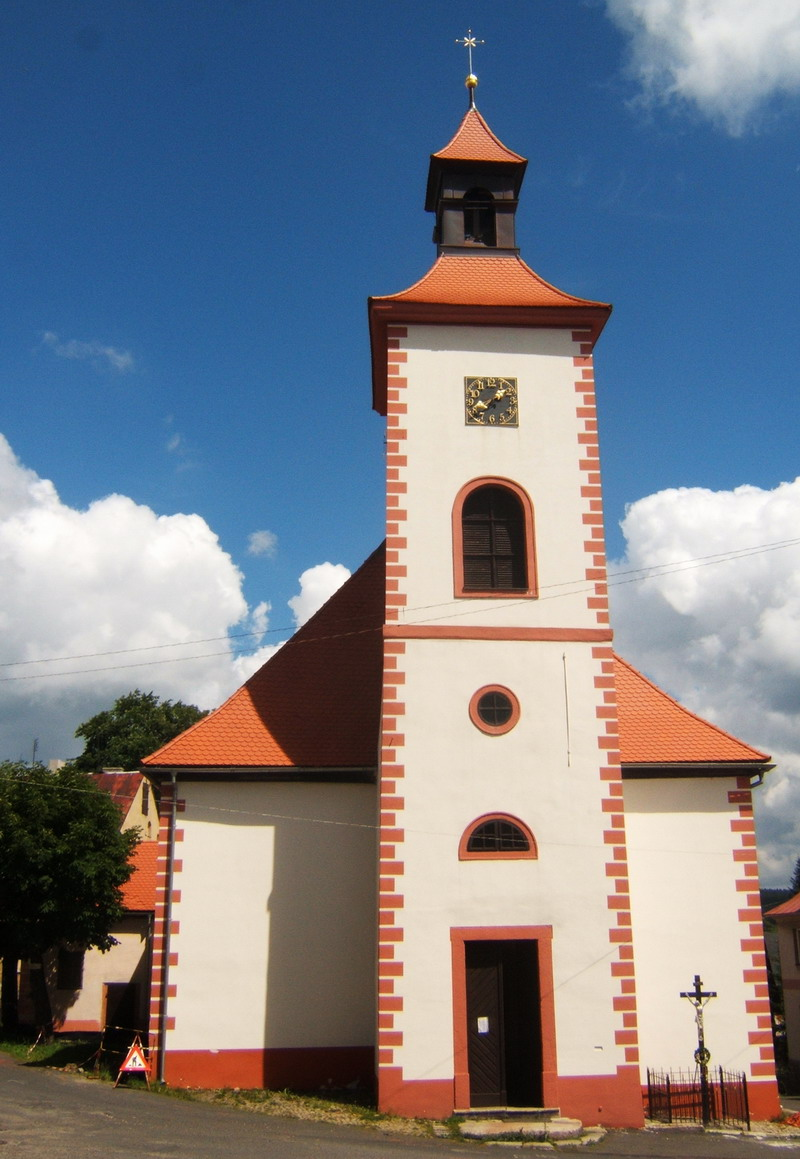
Kościół z XVI wieku, przebudowany w XVIII wieku
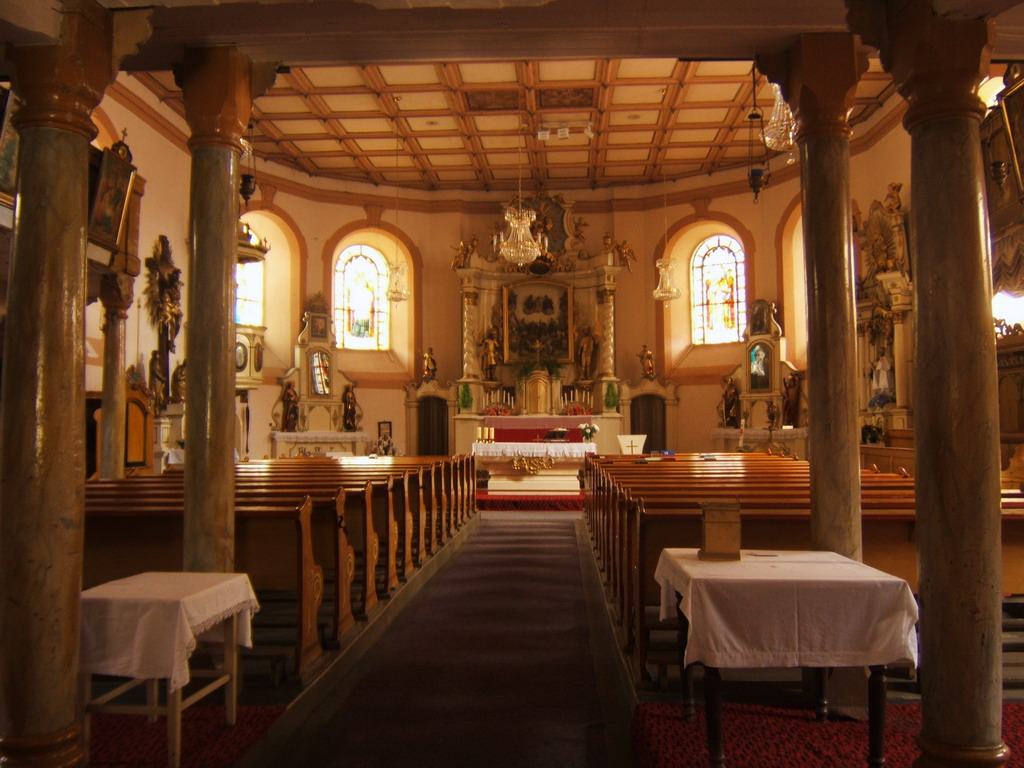
Wnętrze kościoła
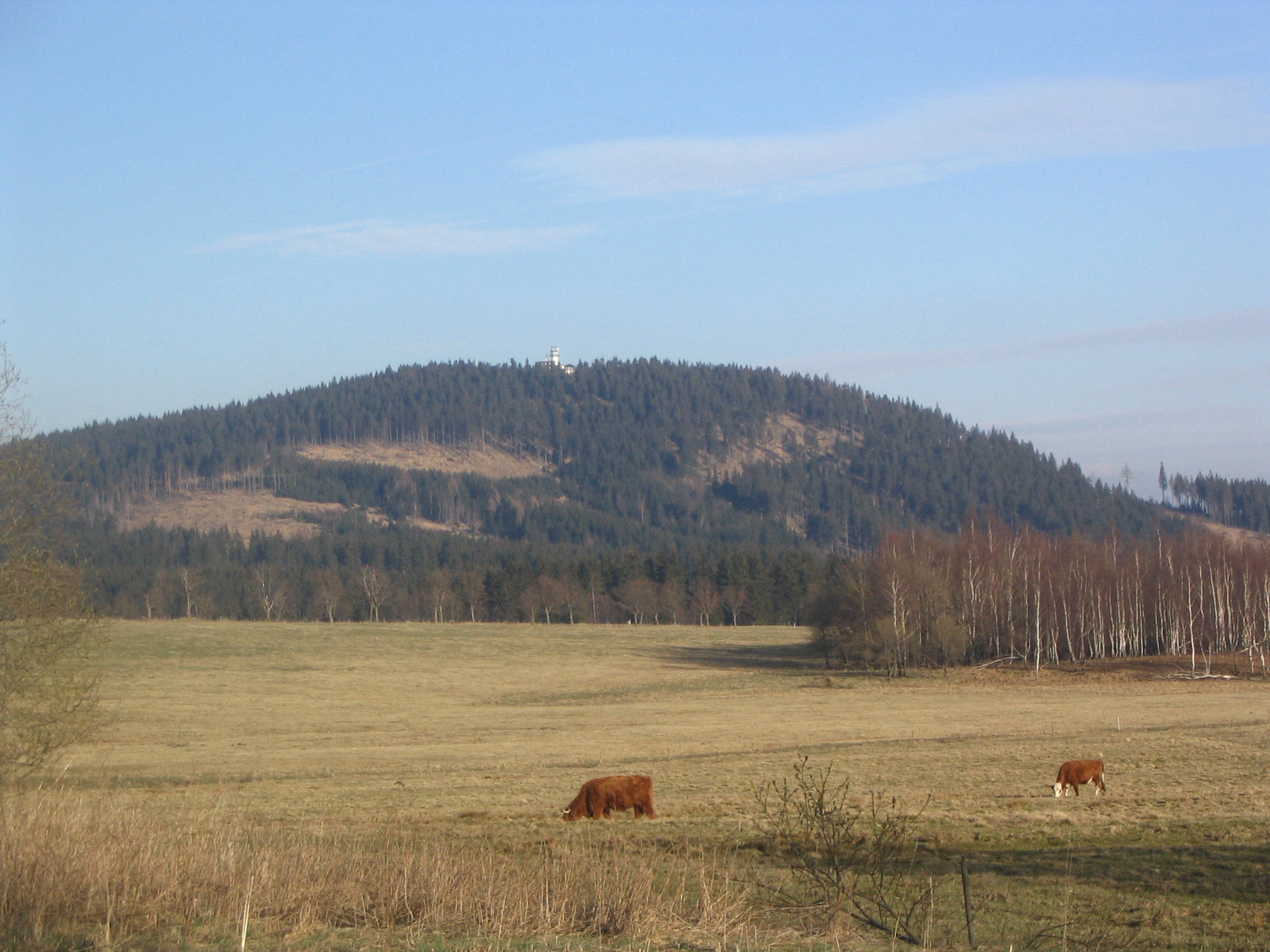
Widok z miasta na Plešivec